# إيرين دووموه
إيرين دووموه (بالإنجليزية: Irene Dwomoh)‏ هي متسابقة ملكة الجمال وعارضة غانية، ولدت في 1986.